# Arthur, malédiction
Pour plus de détails, voir Fiche technique et Distribution.
Arthur, malédiction est un film français réalisé par Barthélemy Grossmann, sorti en 2022.
Écrit et produit par Luc Besson, il s'inspire de la franchise Arthur et les Minimoys, également produite par Besson.
Alex est un jeune homme âgé de 18 ans. C'est un grand fan de la saga cinématographique fantastique Arthur et les Minimoys depuis des années. C'est alors que son groupe d'amis lui propose de se rendre dans la maison abandonnée, où le film a été tourné. Ils ignorent qu'ils vont tomber dans une machination mortelle.

## Synopsis
Alex, Samantha, Jean, Mathilde, Renata, Maxime, Douglas et Dominique, âgés de 8 ans, regardent la trilogie de films Arthur et les Minimoys. Après la fin du troisième film, la mère d'Alex emmène les enfants dormir et souhaite à son fils un joyeux anniversaire. Alex raconte alors à sa mère quel est son rêve : devenir un Minimoy.
Dix ans plus tard, Alex, âgé de 18 ans, tente d'échapper aux gendarmes, alors qu'il est déguisé en Arthur. De leur côté, Jean, Renata, Maxime, Dominique, Douglas et Mathilde préparent alors la soirée de l'anniversaire d'Alex. Ce dernier arrive chez lui après avoir échappé aux gendarmes. Samantha arrive alors déguisée en princesse Selenia, ce qui surprend Alex. La soirée commence. Les amis mangent le gâteau. Alex ouvre tous les cadeaux offerts par ses amis puis s'en va dans la chambre avec Samantha pour discuter. Maxime vient les chercher pour venir regarder les films de la saga. La bande d'amis regarde alors la trilogie de Luc Besson, puis se réunit autour de la table pour manger. Samantha annonce une surprise à Alex : ses amis ont trouvé la maison qui a servi de décor pour les films. Alex n'y croyant pas, ses amis lui montrent une vidéo envoyée par leurs amis Momo et Pilou, où on les voit devant la fameuse maison. Toute la bande d'amis part le lendemain pour trouver la demeure.
Après plusieurs heures de route, les ados s'arrêtent dans une petite ville tranquille pour acheter à manger. Les habitants les observent, de leur arrivée jusqu'à leur départ. Après avoir repris la route, Renata s'arrête près d'une maison pour demander leur chemin. Ils sonnent la cloche de la maison pendant que Mathilde prend des photos. Elle remarque alors des pieds humains arrachés et suspendus à une corde à linge; mais au moment de prendre une photo, un chien lui saute dessus, suivi de plusieurs autres chiens ainsi que l'habitant de la maison. Ce dernier leur demande ce qu'ils viennent faire ici. Les ados disent au villageois qu'ils sont à la recherche de la maison qui a servi au tournage du film Arthur et les Minimoys. L'habitant, qui semble paranoïaque, leur répond que les lieux qui entourent la maison sont dangereux et qu'ils devraient faire demi-tour. L'habitant s'énerve et tire une cartouche de fusil en l'air pour les faire partir.
Alors qu'ils ont trouvé le bon chemin, la bande d'amis est contrainte de s'arrêter dans la forêt, en raison d'un tronc d'arbre bloquant la route. Alex et les autres continuent la route à pied, tandis que Renata laisse une trace de leur passage avec des rubans pour retrouver la route qui mène à leur voiture. Les amis trouvent finalement la maison qu'ils prennent en photo et découvrent que les objets ayant servi au tournage sont toujours sur place. Alex, Samantha, Maxime et Dominique trouvent alors une trappe qui mène au sous-sol, tandis que Jean, Mathilde, Douglas et Renata montent à l'étage pour visiter le reste de la maison. Jean découvre que les rails du train apparaissant dans le film sont encore là, ainsi que la peinture ayant servi au maquillage. Ils trouvent les affaires de campement de Momo et Pilou et se demandent où ils sont. Alex, Samantha, Maxime et Dominique explorent le sous-sol, tandis que Jean et Mathilde remontent à l'étage pour rejoindre les autres. Pendant ce temps-là, Alex et Samantha explorent le reste de la maison. Alex trouve alors une porte bloquée et tente de l'ouvrir, sans succès. Ils remontent mais tombent sur Jean, maquillé de peinture comme un personnage du film, qui les effraie.
Alex, Samantha et les autres installent leur campement près de la maison, puis tentent d'appeler Momo et Pilou pour leur annoncer leur arrivée, mais aucun des deux ne répond. La bande d'amis part dans la forêt pour trouver du bois afin de faire un feu, s'amusant tous ensemble et trinquant à l'anniversaire d'Alex. Dominique, qui s'est éloigné, tombe sur le téléphone de Momo. Alex et les autres commencent à s'inquiéter pour Momo, mais continuent de faire la fête. En allant tous se coucher, Alex et Samantha avouent mutuellement leurs sentiments et s'embrassent. Dans la nuit, Alex est réveillé par un cauchemar où il voit Momo, Pilou et lui-même se faire attaquer par des étrangers. En sortant de la tente pour aller faire ses besoins, Alex remarque au loin des lumières en provenance de la forêt, ainsi que plusieurs personnes. Il appelle Momo en pensant que c'est lui, mais il n'obtient aucune réponse et les lumières s'éteignent brusquement.
Le lendemain, les adolescents découvrent la glacière renversée et la nourriture mangée. Douglas pense qu'un ours aurait pu faire ça, alors que les autres lui disent qu'il n'y a pas d'ours dans la région. Ils envoient donc Douglas à la voiture pour faire les courses tandis que Dominique et Maxime partent se baigner à la rivière dans la forêt. Douglas suit les drapeaux que Renata a accrochés aux arbres pour retrouver le chemin menant à la voiture, mais tombe sur un arbre étrange où une personne semble être coincée à l'intérieur. Alors qu'il s'approche de l'arbre, une personne arrive et l'assomme. Maxime et Dominique se reposent au bord de la rivière mais finissent par découvrir le corps de Momo, inconscient et ensanglanté, pendu à un arbre. Maxime, en tentant de décrocher la corde attachée au pied de Momo, marche sur un piège à ours qui lui tranche le pied. Dominique arrive pour sortir le pied de Maxime du piège et réussit à couper la corde à laquelle est accroché Momo, qui meurt de sa chute. Pendant ce temps-là, le reste du groupe trouve le trou ayant servi au tournage qui, dans les films, était la porte d'entrée menant au royaume des Minimoys. Prenant la caméra de Jean en l'attachant avec une corde reliée pour observer la profondeur du trou, ils observent alors quelque chose d'étrange qui arrache la caméra, attirant Jean dans le trou. Alex coupe la corde qui relie Jean à la caméra et sauve son ami.
Renata, en colère, annonce à Alex qu'ils devraient tous rentrer chez eux après ce qui s'est produit. Mais au loin, ils remarquent Dominique, portant Maxime sur son dos et qui finit par tomber au sol. Après avoir été rejoint par le groupe, Dominique explique à Alex que Momo est mort et le supplie de partir. Après avoir soigné Maxime, Alex, Jean et Dominique l'amènent jusqu'aux voitures, laissant Samantha, Mathilde et Renata à la maison. Alors qu'ils arrivent à la voiture, ils découvrent qu'un tronc est tombé sur le véhicule de Renata et que Douglas s'est perdu dans la forêt. Pendant qu'Alex et Jean se mettent à sa recherche, ils laissent derrière eux Dominique et Maxime dans la voiture de Jean; avec pour consigne de klaxonner toutes les 2 minutes pour s'assurer qu'ils vont bien, et de klaxonner plusieurs fois en cas de problème. À la maison, Renata et Samantha s'installent sur une balançoire pour écouter de la musique.
Mathilde regarde alors les photos qu'elle a prise avec son appareil et remarque sur les photos qu'une personne les observe depuis la fenêtre à l'étage de la maison ; lorsqu'elle tourne la tête pour observer la fenêtre, elle voit alors que la personne l'observe encore. Pour être en sécurité, elle s'enferme dans la grange mais voit, à travers la porte, qu'une personne rôde autour de la grange. Elle monte sur le toit, qui attire tout un nid d'abeille vers Mathilde; qui est allergique aux piqûres d'abeilles. Coincée dans la grange, elle casse la fenêtre pour tenter de sortir mais succombe à son allergie. Alex et Jean, toujours dans la forêt à la recherche de Douglas, retrouvent ce dernier les mains accrochées à un arbre. Alors que Jean s'approche de lui, il remarque que ses bras sont arrachés, signifiant la mort de Douglas. Dominique, veillant sur Maxime, s'aperçoit que des étrangers s'approchent et courent autour de la voiture ; il klaxonne alors plusieurs fois pour signaler le danger à Alex et Jean, mais une personne brise la vitre de la voiture. Au loin, Alex et Jean entendent les cris et les coups de klaxon de leurs amis, mais, assez vite, ils se rendent compte qu'ils sont déjà morts. Alex et Jean se dirigent donc vers la maison pour alerter Renata et Samantha.
Au loin, Alex appelle Samantha en lui disant de s'en aller au plus vite, mais la personne qui les observe depuis le début coupe le fil de la balançoire sur laquelle elle est assise, la faisant tomber dans un tunnel sous la maison. Alex, Jean et Renata jettent une lumière fluorescente pour la localiser et attrapent une corde pour la faire remonter à la surface, mais une main attrape le pied de Samantha et l'emmène avec elle dans le sous-sol. Alex et Jean partent donc immédiatement au sous-sol pour tenter de la retrouver et, en traversant un tube, Alex tombe sur le corps sans vie de Pilou mais retrouve Samantha, vivante et maquillée avec de la peinture, comme dans le film. Jean annonce à Renata, restée au rez de chaussée, qu'ils ont retrouvé Samantha; mais alors qu'elle reprend son souffle, une personne qui s'était confondu avec les murs de la maison avec de la peinture sur son corps, s'approche d'elle et la kidnappe. Alors qu'ils remontent au rez-de-chaussée, Jean, Samantha et Alex s'allongent sur le sol, respirant un bon coup, mais en entendant des bruits de pas, Alex se retourne et se fait assommer d'un coup de poing.
Kidnappés par des personnes habillées en Matassalai, des personnages de la trilogie Arthur et les Minimoys, Alex, Samantha, Renata et Jean reprennent conscience alors qu'ils sont attachés. Un Matassalai s'approche d'Alex en lui disant que la lune est pleine et qu'il est prêt à rejoindre le monde des Minimoys; Jean tente de trouver un plan et de couper la corde qui les retient prisonniers. Alors que les Matassalai tirent sur les lianes pour envoyer Alex dans le monde des Minimoys, comme dans le deuxième volet de la saga, Jean arrive pour secourir son ami avec Renata tandis que Samantha part chercher de l'aide.
Mais alors qu'elle tente d'attirer l'attention des Matassalai, plusieurs personnes déguisées en Séides (les larbins de Maltazard dans les films) arrivent, armées de couteaux, et l'une d'entre elles poignarde Renata, qui se vide de son sang. Un combat entre les Matassalai et les Séides s'engage alors. Alex tente de s'échapper des lianes qui le retiennent prisonnier et Jean se bat avec un Matassalai, qui le met KO mais au moment de l'achever, Alex arrive et poignarde le Matassalai dans le dos avec une lance. Après s'être échappée, Samantha tombe sur une silhouette, qui s'avère être une personne déguisée en Maltazard, le méchant des films Arthur et les Minimoys. Alors qu'elle s'enfuit, elle est rattrapée par Maltazard, qui tente de l'étrangler à mort, mais elle est sauvée par l'habitant paranoïaque de la maison; que la bande avait rencontré pour demander son chemin. En tirant sur Maltazard avec son fusil, il tue ensuite les Matassalai et les Séides restant. Il s'approche alors d'Alex en lui disant qu'il leur avait dit de ne pas s'approcher de cette maison car elle était dangereuse ; il menace alors Alex en pointant son fusil sur sa tête, et lui dit de ne plus remettre les pieds dans cette maison, ce qu'Alex accepte. L'habitant de la maison part et les laisse au milieu des cadavres, mais la police et les secours arrivent pour les sauver.
Le matin, la police, qui a totalement sécurisé les lieux, leur annonce la mort de Mathilde et leur dit que les corps de leurs amis seront rapatriés. La police annonce également à Alex, Samantha et Jean que leurs agresseurs n'étaient qu'une bande de jeunes qui n'était pas du coin, totalement drogués, qui jouait à des jeux de rôle mortels comme Batman contre Superman mais qu'ils ont commencé à jouer à Arthur et les Minimoys après avoir découvert la maison du tournage. Au moment de monter dans un fourgon de police qui les emmèneront à l'hôpital, Alex remarque un individu à la fenêtre du dernier étage de la maison qui les observe. Après leur départ, la maison et le champ qui l'entoure sont cernés par les policiers et les médecins légistes, s'occupant des cadavres des Matassalai et des Séides, ainsi que ceux de Mathilde, Renata, Douglas, Dominique et Maxime, mais aussi du membre de la bande déguisé en Maltazard.

## Fiche technique
Sauf indication contraire, les informations mentionnées dans cette section peuvent être confirmées par les bases de données cinématographiques Allociné et Unifrance,  présentes dans la section « Liens externes ».
- Titre original : Arthur, malédiction
- Réalisation : Barthélemy Grossmann
- Scénario : Luc Besson
- Musique : 38ème Donne
- Décors : Hugues Tissandier
- Costumes : Corinne Bruand
- Photographie : Colin Wandersman
- Son : Émeric Deligans, Loïc Gourbe Jacques Sans et Lucas Vauthier
- Montage : Julien Rey
- Production : Luc Besson
  - Production déléguée : Romuald Drault
- Sociétés de production : Luc Besson Productions (LBP) ; Kinology et Cofinova 17, avec la participation de Canal+ et Ciné+
- Sociétés de distribution : Apollo Films et EuropaCorp Distribution
- Budget : 2,24 millions d'euros[2]
- Pays de production :  France
- Langue originale : français
- Format : couleur
- Genre : horreur psychologique
- Durée : 87 minutes
- Dates de sortie :
  - France, Suisse romande : 29 juin 2022
- Classification : interdit aux moins de 12 ans avec avertissement en France lors de sa sortie en salles et aux moins de 16 ans à la télévision[réf. nécessaire]

## Distribution
- Mathieu Berger : Alex
- Thalia Besson : Samantha
- Lola Andreoni : Mathilde
- Yann Mendy : Jean
- Jade Pedri : Renata
- Vadim Agid : Maxime
- Marceau Ebersolt : Dominique
- Mikaël Halimi : Douglas
- Inès Sanchez-Chafi : Mathilde enfant
- Didier Manuel : Maltazard
- Ludovic Berthillot : l’habitant de la maison

## Production
Le tournage ne dure que 33 jours et s’est déroulé en secret à l’été 2020 en Normandie, entre deux périodes de confinements liés à la pandémie de Covid-19. Les prises de vues ont notamment lieu dans le château des Laitiers dans l'Orne, propriété de Luc Besson. La jeune Thalia Besson, tenant l'un des rôles principaux, est une des filles de Luc Besson.
L'existence du projet n'est révélée qu'en mars 2022, quasiment trois mois avant la sortie du film dans les salles françaises.
Après la sortie du film, plusieurs témoignages d'étudiants de l'École de la Cité qu'a fondée Luc Besson, sollicités sur ce film dans le cadre de leur parcours d'études, font état de conditions de travail dégradées, avec une organisation déficiente et un manque d'expérience général sur le plateau de tournage. Un jeune réalisateur relève également que le concept du film est étrangement similaire à celui d'un court-métrage qu'il a créé cinq ans auparavant avec la fille de Besson, Shannah Besson, dans le rôle-titre.

## Accueil

### Accueil critique
En France, le film obtient une note moyenne de 1,5⁄5 sur le site Allociné, à partir de l'interprétation de cinq critiques de presse recensées.
Peu de titres de presse se sont penchés sur le visionnage du film, ce qui traduit un manque d'appétence pour ce film d'épouvante tiré du monde des Minimoys. Le Parisien reste toutefois positif et parle d'un « film (qui) prend son temps pour faire monter la tension et ne joue pas la surenchère, mais le résultat se révèle divertissant et efficace ». Pour Les Inrockuptibles, « même s’il a l’air d’une fuite en avant désespérée qui fera probablement date, Arthur, Malédiction a au moins pour lui une certaine audace, et peut, en dépit de toute forme de bon goût, s’appeler sans trembler du menton du jamais-vu. ». Écran Large et Télérama se montrent tous deux très incisifs à l'égard de ce film. Pour le premier, « ce renoncement absolu à tout ce qui fonda son cinéma, Luc Besson mange ses minimorts » ; pour le second, on assiste à « un jeu de massacre aussi imaginatif qu’un ticket de carte bleue, subi par de jeunes acteurs inconnus (dont Thalia Besson, la fille du producteur) qui n’ont sans doute pas mérité ça »,.

### Box-office
Lors de son premier jour d'exploitation en France, le film engrange 16 578 entrées, dont 426 en avant-première, pour 279 copies. Il se positionne en 3e place dans le box-office des nouveautés, derrière la comédie française La Traversée (18 331), et le drame policier coréen Decision to Leave (18 738).
Au bout d'une première semaine d'exploitation, le film réalise 121 393 entrées pour une 8e place au box-office, derrière le thriller américain Black Phone (133 668) et devant Decision to Leave (103 303). La semaine suivante, le film chute à la 10e place du box-office et engrange 49 397 entrées (170 790 entrées cumulées), derrière Decision to Leave (60 344) et devant Peter van Kant (42 675).